# Église Saint-Pierre de Longpré
Pour les articles homonymes, voir Église Saint-Pierre.
L'église Saint-Pierre de Longpré est une église catholique située à Saint-Amand-Longpré, en France.

## Localisation
L'église est située dans le département français de Loir-et-Cher, sur la commune de Saint-Amand-Longpré.

## Historique
L'édifice est inscrit au titre des monuments historiques en 2007.
Notice de la base Mérimée 

« Longpré était un prieuré-cure de l'abbaye de Sainte-Croix d'Angles. L'édifice date probablement du XIe siècle. Il se compose d'une nef rectangulaire et d'un chœur à chevet plat. L'entrée est précédée d'un porche en pierre du début du XIXe siècle. Le chœur possède une voûte lambrissée de la fin du Moyen Âge. L'église fait partie d'un ensemble dont il reste, à l'est, un vaste bâtiment d'habitation sans doute du XIIIe siècle mais réaménagé au XVe. Une porte murée sur le mur nord de la nef permettait l'accès au prieuré. L'édifice comporte un nombre important de décors et de peintures murales de toutes périodes. Les plus anciennes datent du XIIIe siècle, au-dessus de l'autel latéral nord de la nef. Le reste remonte à la fin du Moyen Âge et au début du XVIIe siècle. L'église est représentative des petits édifices de Beauce où l'aspect dépouillé de l'architecture est rehaussé par un décor peint abondant. »